# Classe Rossetti
Pour les autres classes de navires du même nom, voir Classe River.
La classe Rossetti est une paire de navire de recherche côtière pour la Marina Militare, construits par le chantier naval Picchiotti à Viareggio en Toscane.

## Mission
Les navires sont utilisés par le Centro Supporto Sperimentazioni Navali (centre d’appui expérimental de la Marine) pour des essais de recherche et de développement de technologies sur les armes anti-sous-marines (ASW). Ils sont rattachés, depuis 2014, aucommandement de l'escadron de l'unité hydrographique (COMSQUAIDRO).
- Le Raffaele Rossetti est équipé d'un tube lance-torpilles WASS de 533 mm, spécialement conçu pour les expériences et les tests de nouvelles technologies liés aux systèmes d’armes et de plates-formes, l’unité est principalement exploitée par la Commission permanente d’expérimentation de matériels de guerre à La Spezia.
- Le Vincenzo Martellotta est équipé d'un tube lance-torpilles WASS B515/3 de 324 mm.

## Navires
| Numéro | Nom                  | Lancement       | Commissionnement | Devise                  |
| A 5315 | Raffaele Rossetti    | 12 juillet 1986 | 20 décembre 1986 | Fortior in asperis      |
| A 5320 | Vincenzo Martellotta | 1988            | décembre 1989    | Rerum cognoscere causas |

### Sources
- (en) Cet article est partiellement ou en totalité issu de l’article de Wikipédia en anglais intitulé « Rossetti-class research vessel » (voir la liste des auteurs).